# Van Dopff

Familiewapen van Van Dopff

Van Dopff is een van oorsprong Duits geslacht, waarvan leden sinds 1814 tot de Nederlandse adel behoren en dat in 1922 uitstierf.

## Geschiedenis

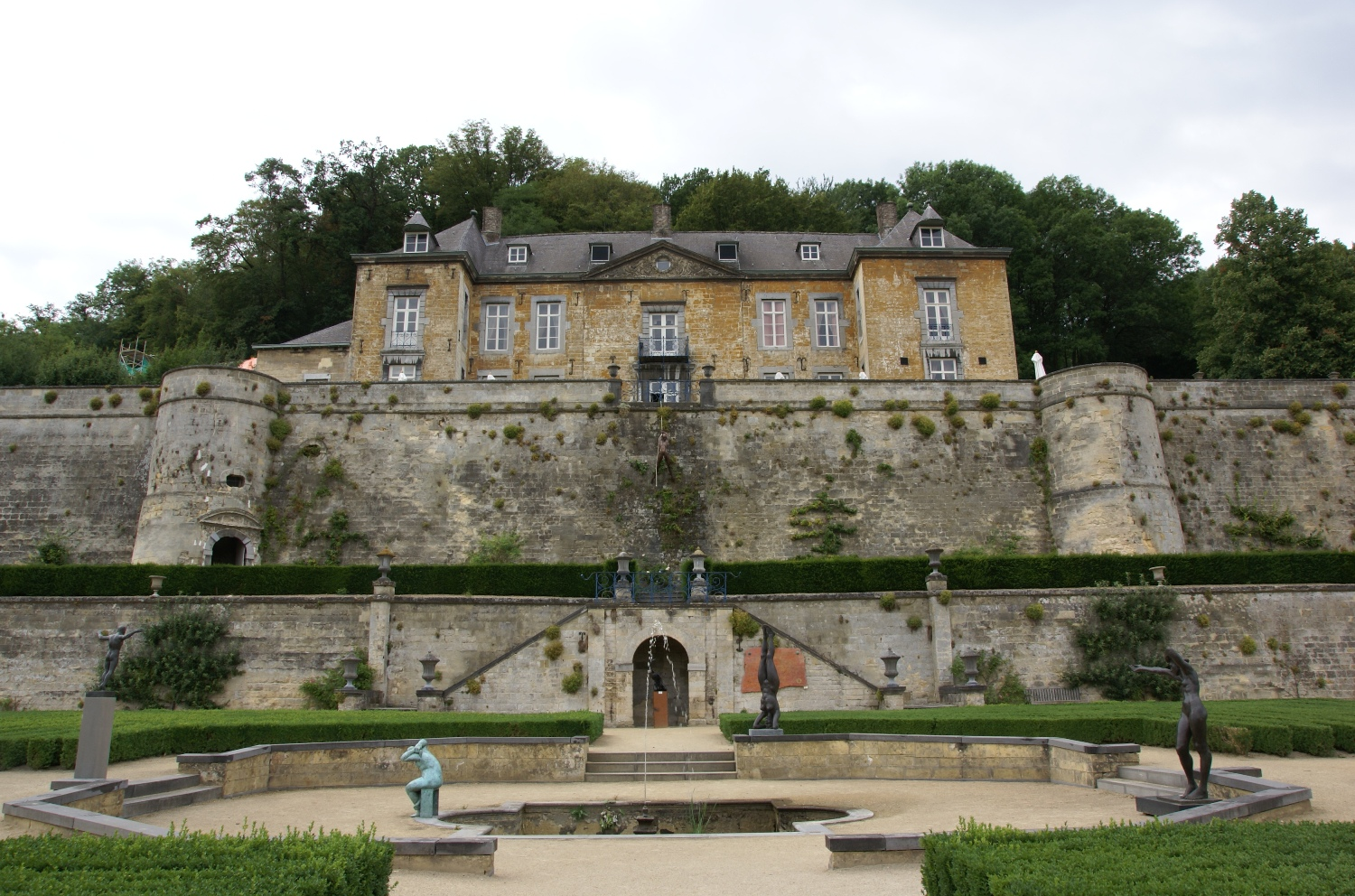
Kasteel Neercanne

De stamreeks begint met Johann Wolff Dopff die vanaf 1631 vermeld wordt als schout te Kesselstadt (Hanau, Hessen). Zijn zoon Daniël Wolff baron van Dopff, heer van onder andere Nedercanne (1650-1718) werd in 1694 kwartiermeester-generaal van het leger van de Verenigde Nederlanden en commandant, vanaf 1713 gouverneur van Maastricht. Bij decreet van keizer Leopold I van 27 oktober 1685 werd hij verheven in de adelstand van het Heilige Roomse Rijk.
Bij Souverein Besluit van 28 augustus 1814 werd een kleinzoon van de laatste benoemd in de ridderschap van Brabant. In 1816, 1822 en 1828 volgen nog een benoeming en erkenningen, de laatste ook van de titel van baron op allen. Het geslacht stierf in 1922 uit.

## Enkele telgen

Infanterie Regiment No.3 Dopff

Daniel Wolffgang von Dopff, heer van Eben, Emael, Agimont, Nedercanne, Hartelstein en Ruyff (1650-1718), kwartiermeester-generaal van het leger van de Verenigde Nederlanden en commandant, vanaf 1713 gouverneur van Maastricht
- Frederik Karel von Dopff, heer van Nedercanne, Agimont en Eben, Emael en Hartelstein (1685-1749), generaal-majoor
  - Johann Hieronymus van Dopff, heer van Agimont, Eben en Nedercanne (1718-1793), majoor infanterie
    - jhr. Jean François Pierre van Dopff (1759-1822), generaal-majoor
    - jhr. Ferdinandus Joannes Wilhelmus Maria van Dopff (1763-1833), majoor infanterie, kamerheer i.b.d.
      - jkvr. Maria Isabella van Dopff (1822-1903); trouwde in 1842 Hadelin Stanislas Humbert graaf de Liedekerke Beaufort (1816-1890), lid van de Tweede Kamer

  - jhr. Willem Jacob Frederik van Dopff (1721-1794); medeheer van Liedekerke Beaufort, kolonel-eigenaar van een regiment infanterie, luitenant-generaal in Statendienst, commandant van Breda, gouverneur van Hulst, commandant van Zeeland en Amsterdam, adjudant-generaal en adviseur van stadhouder Willem V. Hij bouwde in 1761 het kasteel De Strijdhoef in Udenhout.
    - jhr. Anne van Dopff, heer van Udenhout (1755-1818), generaal-majoor in Statendienst, generaal-kwartiermeester der infanterie
      - Willem Frederik Lodewijk Anne van Dopff (1781-1813), luitenant
        - Lodewijk Willem Frederik Alexander Wolf baron van Dopff (1807-1874)
          - Henri Louis Frederik Alexander baron van Dopff (1839-1922), laatste telg van het adellijke geslacht

    - jkvr. Maria Elisabeth Cornelia van Dopff (1758-1831); gehuwd met Johan Louis Thymon van Tengnagell (1755-1813), militair en bestuurder[1]